# Claire Booth
Claire Booth (29 de diciembre de 1977; Sheffield en Yorkshire) es esposa de Alexander Windsor, conde del Úlster, hijo y heredero del príncipe Ricardo, duque de Gloucester y de Brígida, duquesa de Gloucester (nacida Henriksen). 
Estudió medicina en el King's College de Londres, donde se gradúa de Baccalaureus Scientiæ (BSc) después MBBS, y en el University College obtuvo el grado de MSc para recibir el grado de PhD (Londin).

## Descendencia
Se casó con el Lord de Úlster el 22 de junio de 2002 en la capilla real del palacio de St. James. Se convirtió oficialmente en condesa de Ulster o Lady Ulster, pero ella prefiere que la conozcan como Dra. Claire Booth.
La Dra. Booth es hija mayor de Robert Booth de Weston Turville en Buckinghamshire (originario de Rotherham) por su esposa Barbara, hija de Wilfred Hitchin; su hermana menor, Joanne Booth, nació en 1979.
El conde y la condesa de Úlster tuvieron su primer hijo Xan, barón Culloden el 12 de marzo de 2007, una segunda hija, Lady Cosima Windsor, el 20 de mayo de 2010.

## Títulos y estilos
- Diciembre de 1977-septiembre de 2001: Señorita Claire Booth.

- Septiembre de 2001-presente: Dra. Claire Booth (profesional)

- Junio de 2002-presente: Condesa de Úlster.